# Mariotto Albertinelli
Mariotto di Bigio di Bindo Albertinelli (Florença, 13 de outubro de 1474 – Florença, 5 de novembro de 1515) foi um italiano renascentista pintor em Florença. Ele era um amigo próximo e colaborador de Fra Bartolomeo. Algumas de suas obras foram descritas como "arcaicas" ou "conservadoras"; outros são considerados exemplares do classicismo grandioso da arte da Alta Renascença.

## Vida e trabalho
Albertinelli nasceu em Florença, filho de um batedor de ouro local. Foi aluno de Cosimo Rosselli, em cuja oficina conheceu Baccio della Porta, mais tarde conhecido como Fra Bartolomeo. Os dois eram tão próximos que, em 1494, formaram uma "compagnia", ou parceria, na qual operavam um estúdio conjunto e dividiam os lucros de tudo o que produzia dentro dele. A parceria durou até 1500, quando Baccio ingressou na ordem dominicana e passou dois anos no claustro.

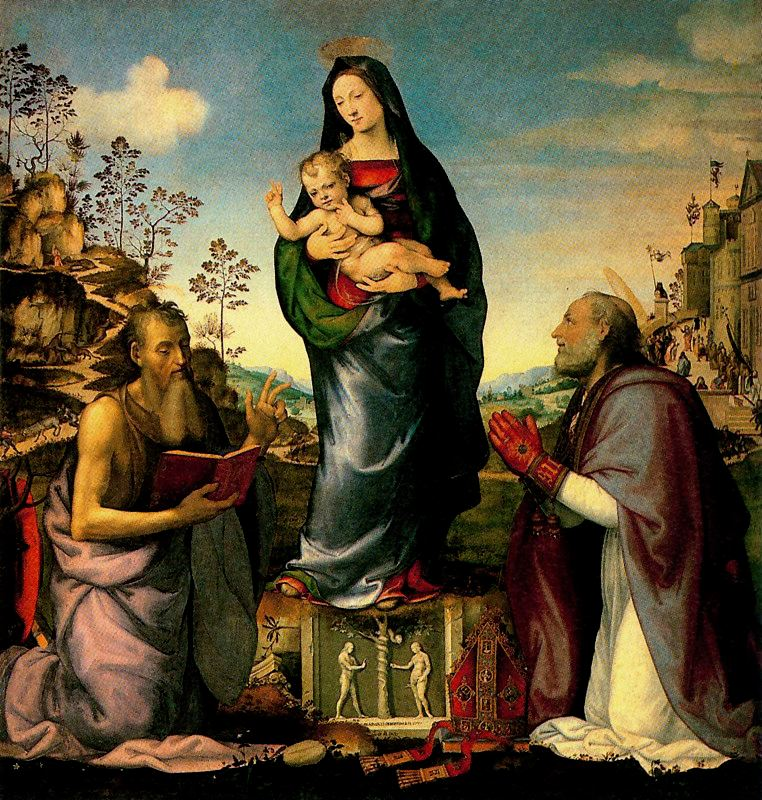
Madonna e criança com os santos Jerônimo e Zenobius, 1508. Paris, Louvre.

No início de sua carreira, Albertinelli foi contratado por Alfonsina Orsini, esposa de Pedro de Médici e mãe de Lourenço II de Médici. Suas obras deste período, todas as obras de pequena escala executadas em um minuto, técnica delicada e um estilo derivado das obras do aluno principal de Rosselli, Piero di Cosimo, bem como de Lorenzo di Credi ePerugino. Como muitos pintores florentinos, Albertinelli também foi receptivo à influência da pintura flamenga contemporânea.
As primeiras obras de Albertinelli incluem um pequeno tríptico de Nossa Senhora e o Menino com as Santas Catarina e Bárbara (1500) no Museo Poldi Pezzoli, Milão, e outro tríptico da Madona e o Menino com Santos, Anjos e Várias Cenas Religiosas no Musée des Beaux- Artes em Chartres. Os vários painéis com Scenes from Genesis, no Courtauld Institute em Londres, Strossmayer Gallery em Zagreb, Accademia Carrara em Bergamo e Harvard Art Museums em Cambridge, provavelmente também datam desse período.
Em 1503, Albertinelli assinou e datou sua obra mais conhecida, um retábulo para a capela de Sant'Elisabetta della congrega dei Preti em San Michele alle Trombe, Florença (agora na Uffizi). O painel central desta obra representa a Visitação e a predela da Anunciação, Natividade e Circuncisão de Cristo. A composição piramidal, a arquitetura clássica de fundo e os contrastes pronunciados de luz e escuridão tornam a pintura um exemplo por excelência da arte da Alta Renascença.

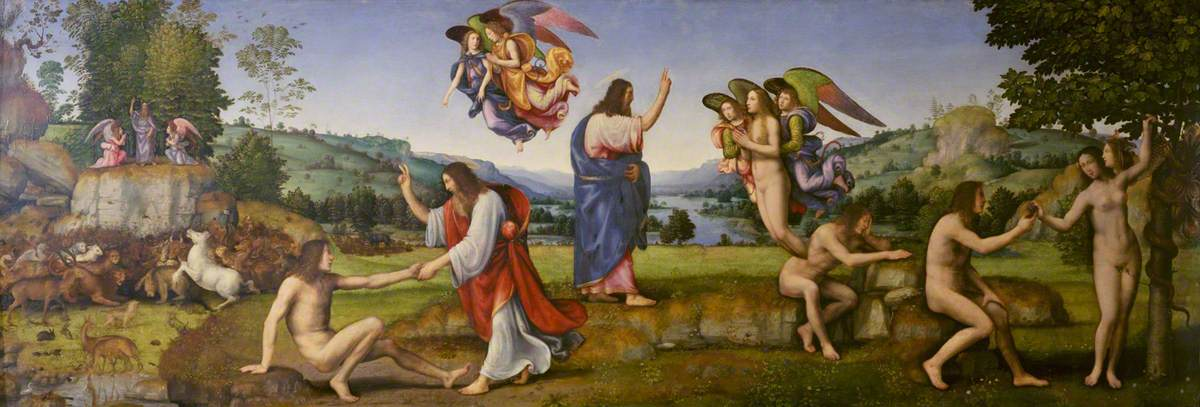
Criação e queda do homem, 1490s. Londres, Courtauld Gallery.

Também em 1503 Albertinelli firmou nova parceria com Giuliano Bugiardini, que durou até 1509, quando Albertinelli retomou a parceria com Fra Bartolomeo. Neste ponto, Fra Bartolomeo e Albertinelli praticavam estilos semelhantes e ocasionalmente colaboravam. Por exemplo, o Kress Tondo, agora no Museu de Arte de Columbia, foi anteriormente atribuído a Fra Bartolomeo, mas agora é considerado o trabalho de Albertinelli usando o desenho animado de Fra Bartolomeo, ou desenho preparatório em escala. A Anunciação no Musée d'Art et d'Histoire em Genebra é assinado e datado (1511) por ambos os artistas. A parceria foi encerrada em janeiro de 1513, conforme consta em documento que previa a divisão das propriedades da oficina.
De acordo com Giorgio Vasari a Vida de Albertinelli, o pintor viveu como um libertino e gostava de viver bem e mulheres. Albertinelli teria enfrentado problemas financeiros e operado uma taberna para complementar sua renda como pintor. No final de sua vida ele foi incapaz de pagar algumas de suas dívidas, incluindo uma para Raphael. Sua esposa Antonia, com quem ele se casou em 1506, pagou parte de seus empréstimos. Entre seus muitos alunos estavam Franciabigio, Jacopo da Pontormo e Innocenzo da Imola Franciabigio, Jacopo da Pontormo, e Innocenzo da Imola.